# Барт, Кармен
Кармине Ди Бартоломео, более известный как Кармен Барт (англ. Carmine R. DiBartholomeo; 13 сентября 1912, Кливленд, Огайо, США — 18 сентября 1985, Лорейн, Огайо, США) — американский боксёр, чемпион Олимпийских игр в Лос-Анджелесе 1932 года в среднем весе.

## Спортивная карьера
Принял участие в Олимпийских играх в Лос-Анджелесе (1932), где завоевал золотую медаль.

В его весовой категории участвовали 10 боксёров из 10 стран.

Не являясь даже чемпионом США, Кармен Барт удивил экспертов, с легкостью одолев соперников и завоевав титул чемпиона Олимпиады.
Результаты на Олимпийских играх 1932 (вес до 72,57 кг):

Победил Мануэля Круза (Мексика) нокаутом во 2-м раунде

Победил Эрнеста "Эдди" Пирса (Южная Африка) по очкам

Победил Амадо Асара (Аргентина) по очкам
Сразу после Олимпийских игр стал профессионалом, но имел очень неоднозначную карьеру, в которой было много побед и поражений. В 1938 году единственный раз в карьере боксировал за звание чемпиона мира в среднем весе, но в 15-раундовом бою проиграл техническим нокаутом в 7-м раунде соотечественнику Фредди Стилу.

Во время Второй мировой войны в 1942 году был призван на службу в ВМС США, однако участия в боевых действиях не принимал. В дальнейшем карьеру профессионального боксёра не возобновлял.